# Ayers Township (Illinois)
Ayers Township est un township du comté de Champaign dans l'Illinois, aux États-Unis,. 

Carte d'Ayers Township

## Source de la traduction
- (en) Cet article est partiellement ou en totalité issu de l’article de Wikipédia en anglais intitulé « Ayers Township, Champaign County, Illinois » (voir la liste des auteurs).